# Eurocoelotes brevispinus
Eurocoelotes brevispinus là một loài nhện trong họ Amaurobiidae.
Loài này thuộc chi Eurocoelotes. Eurocoelotes brevispinus được miêu tả năm 1996 bởi Deltshev & Dimitrov.